# Videojuego de aventura
Los videojuegos de aventura son un género de videojuegos, caracterizados por la investigación, exploración, la solución de rompecabezas, la interacción con personajes del videojuego, y un enfoque en el relato en vez de desafíos basados en reflejos. Es importante observar que este término no tiene relación con las películas y novelas de aventura y no es indicativo del tema o del sujeto que trata. La vasta mayoría de videojuegos de aventura son videojuegos de computadora, aunque los videojuegos de aventura de videoconsola no son desconocidos por lo mucho.
A diferencia de muchos otros géneros de videojuegos, el enfoque en una historia de los géneros de aventura permite tomar prestados elementos de otros medios eminentemente narrativos, como la literatura y las películas. Los videojuegos de aventura abarcan una amplia variedad de géneros literarios, incluyendo fantasía, ciencia ficción, misterio, terror, detectivesca y comedia.
Algunos videojuegos de aventura destacados son The Legend of Zelda, Zork, King's Quest, The Longest Journey, The Secret of Monkey Island, Indiana Jones and the Fate of Atlantis, Gabriel Knight, Myst, The Last Express, Uncharted y Assassin's Creed. Casi todos los videojuegos de aventura están diseñados para un solo jugador, dado que hay un fuerte énfasis en la historia y el personaje, por lo que se hace difícil el diseño de múltiples jugadores.
El género de aventura era absolutamente popular a finales de los años 1980 y a principios de los años 1990, y muchos consideraban que estaba entre los géneros más avanzados técnicamente. Mientras que pocos desarrolladores continúan produciendo videojuegos de aventura, todavía hay algunos que se publican, y el género de aventura ha transferido algunos elementos a otros géneros. Los videojuegos que fusionan elementos de aventura con elementos de videojuegos de acción a veces son referidos como videojuegos de aventura (un ejemplo popular es la serie de Castlevania de Konami). Los puristas de los videojuegos de aventura consideran esto como incorrecto y llaman a estos híbridos como videojuegos de acción-aventura o simplemente aventura de acción.

## Historia

### Colossal Cave Adventure

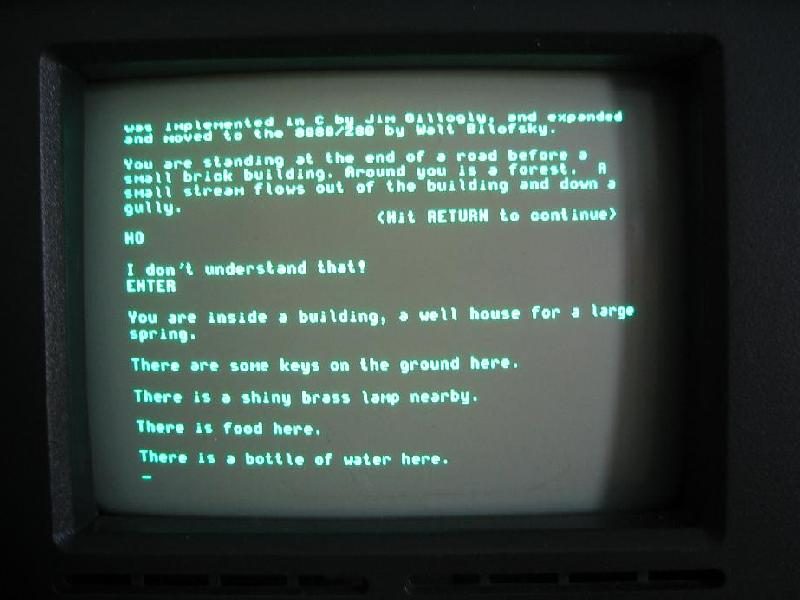
ADVENT corriendo en un computador Osborne 1 aproximadamente en 1982.

A principios de los años 1970, el programador, explorador de cavernas, y jugador de rol William Crowther desarrolló un programa llamado Colossal Cave Adventure ("Aventura de la Cueva Colosal"). Crowther era un empleado en el Bolt, Beranek y Newman (BB&N), una compañía de Boston involucrada en los routers de ARPANET. Crowther usó PDP-10 del BBN para crear el videojuego. Este usaba una interfaz de texto para crear una aventura interactiva a través de un espectacular sistema subterráneo de cavernas. El trabajo de Crowther fue posteriormente modificado y ampliado por el programador Don Woods, y el Colossal Cave Adventure llegó a ser extremadamente popular entre los primeros entusiastas de las computadoras, esparciéndose a través de la naciente ARPANET por los años 1970.
La combinación única, de las realistas descripciones de la cueva hechas por Crowther, y la adición de elementos fantásticos por parte de Wood, probaron ser inmensamente atractivas, y definieron el género de aventura por décadas. Las espadas, palabras mágicas, rompecabezas que implicaban objetos, y vastos reinos subterráneos, todos se convierten en los elementos principales del género de aventura de texto.
La "aventura de butaca" pronto se esparció más allá de los campus de las universidades a medida que el movimiento de las microcomputadoras tomaba fuerza. Numerosas copias no autorizadas o imitaciones y variaciones de Colossal Cave Adventure, que finalmente pasó a ser conocido simplemente como Adventure, fueron hechas en casa por aficionados, y aparecieron entre finales de los años 1970 y principios de los años 1980.

### Scott Adams
Uno de los muchos aficionados de Colossal Cave fue el programador Scott Adams. Sobre su primera introducción a Adventure, Adams pasó casi diez días recorriendo el videojuego antes de alcanzar el estatus de Gran Maestro. Una vez que completó el videojuego, Adams comenzó a preguntarse cómo un videojuego como Colossal Cave Adventure podía ser desarrollado en un computador personal como su TRS-80. El principal obstáculo era que los computadores personales como el TRS-80 no tenían realmente suficiente memoria RAM para correr un videojuego grande como Adventure. Sin embargo, a Adams se le ocurrió la idea de que un videojuego de aventura ejecutable se podía dividir en código escrito en un lenguaje de alto nivel y un intérprete, de la manera en la que BASIC era frecuentemente implementado. Además, una vez fuera desarrollado un intérprete, Adams se dio cuenta de que podía ser reutilizado para desarrollar otros videojuegos de aventura.
En 1978, Adams fundó Adventure International y produjo doce videojuegos de aventura antes de que la compañía fuera a bancarrota en 1985. Sus primeros videojuegos fueron de texto y escritos en BASIC, pero durante su tercer juego, Mission Impossible (misión imposible), Adams comenzó a programar en lenguaje ensamblador para mejorar la velocidad de su software.

### Progreso gráfico
El gran avance que siguió inmediatamente fue la introducción de imágenes. Con el uso de lenguaje de máquina permitiendo programas más pequeños, y la memoria del computador aumentando, llegó a ser posible usar el potencial gráfico de una computadora como la Apple II y algunas compañías pronto pasaron de producir aventuras basadas en puro texto a aventuras con gráficos.
Pronto los gráficos vectoriales básicos dieron lugar a imágenes dibujadas por artistas profesionales. Los ejemplos incluyen:
- Return of Heracles por Stuart Smith (1982) (que retrató la mitología griega),
- Sherwood Forest (1982),
- Masquerade de Dale Johnson (1983),
- Transylvania de Antonio Antiochia (1982, relanzado en 1984),
- Después de Heracles, Stuart Smith continuó con el Adventure Construction Set (1985), uno de los primeros éxitos de Electronic Arts. La aventura completa que vino con el software, Rivers of Light, estaba basada en la leyenda de Gilgamesh.

La introducción de estos gráficos de mapa de bits de alta calidad requirió una capacidad de almacenamiento más sustancial, por lo que muchos videojuegos de aventura necesitaban varios disquetes de instalación, lo cual seguiría hasta que el CD-ROM hiciera su aparición.

### Infocom
En 1977, dos amigos Dave Lebling y Marc Blank, que eran estudiantes en el Laboratorio de Ciencias de la Computación del Instituto tecnológico de Massachusetts, descubrieron el videojuego Colossal Cave Adventure de Crowther y Woods. Después de terminarlo, se reunieron con Tim Anderson y Bruce Daniels y comenzaron a desarrollar un videojuego similar. Su primera producción, Zork, también comenzó en una minicomputadora PDP-10 y rápidamente se esparció a través de ARPANET. Su éxito fue inmediato, y el videojuego, que alcanzaría el tamaño de un megabyte, enorme para ese tiempo, no sería actualizado hasta 1981.
En la graduación, los estudiantes decidieron permanecer juntos y crear una compañía. Tim Anderson, Joel Berez, Marc Blank, Mike Broos, Scott Cutler, Stu Galley, Dave Lebling, J. C. R. Licklider, Chris Reeve, y Albert Vezza crearon Infocom el 22 de junio de 1979. La idea de distribuir Zork muy pronto se les vino a la mente, pero el videojuego era demasiado grande ser portado a los microcomputadores de ese tiempo: la Apple II y el TRS-80, los objetivos potenciales, cada uno tenía solamente 16 KB de memoria RAM. Solucionaron este problema dividiendo el juego en tres episodios.
Escribieron un lenguaje de programación especial llamado Zork Implementation Language (ZIL), que podía funcionar en cualquier computadora usando un emulador, la Máquina-Z, como un intermediario.
En noviembre de 1980 el nuevo Zork I: The Great Underground Empire (El gran imperio subterráneo) fue hecho disponible para el PDP-11. Un mes después, fue lanzado para el TRS-80, con más de 1500 copias vendidas entre esa fecha y septiembre de 1981. Ese mismo año, Bruce Daniels concluyó la versión para la Apple II y más de 6.000 copias adicionales fueron vendidas. Zork I llegaría a vender más del millón de copias.
Douglas Adams produjo dos videojuegos con Infocom, el primero basado en la popular serie The Hitchhiker's Guide to the Galaxy y un menos conocido videojuego de aventura titulado Bureaucracy después de su intento de irse de vacaciones.
La compañía continuó desarrollando videojuegos de aventura de texto incluso mientras abría un departamento para el desarrollo de software profesional, un departamento que nunca fue económicamente provechoso. Los videojuegos de alta calidad, historias masivas e inteligentes, analizadores de sintaxis sin igual, y documentación meticulosa como partes integrales del videojuego, tuvieron éxito en todos los géneros. Sin embargo, con el poder de los microcomputadores en alza y la demanda de gráficos, que rechazaron incluir en sus videojuegos, Infocom vio sus ventas declinar y, en 1989, se había reducido a 10 meros empleados, comparado a los 100 empleados en su pico, y los videojuegos desarrollados después de 1989 no tenían conexión con el equipo original.

### Sierra
Al final de los años 1970, Ken Williams intentó iniciar una compañía para software empresarial para la computadora dominante del mercado, la Apple II. Un día, llevó una terminal de teletipo a su residencia para trabajar en el desarrollo de un programa de contabilidad. Hurgando por un catálogo, halló un programa llamado Colossal Cave Adventure. Él y su esposa Roberta lo jugaron completamente y, debido a su encuentro con el videojuego de Crowther, habría una fuerte influencia en la historia de los videojuegos.
Habiendo finalizado la Colossal Cave Adventure, comenzaron a buscar algo similar, pero encontraron que el mercado no se había desarrollado. A Roberta Williams le gustaba mucho el concepto de una aventura de texto, pero pensó que el jugador tendría una mejor experiencia de satisfacción con imágenes y comenzó a pensar en su propio videojuego. Así, ella concibió Mystery House (La casa misteriosa), la primera aventura conversacional con gráficos, una historia detectivesca inspirada en And Then There Were None de Agatha Christie.
Ken pasó algunas noches desarrollando el videojuego en su Apple II hasta terminarlo. Hicieron paquetes con bolsas ziploc conteniendo el disco de 5¼ pulgadas del videojuego y un papel fotocopiado con su descripción. Ellos lo vendieron por medio de una tienda local de software y para su gran sorpresa, Mystery House fue un enorme éxito. Aunque Ken creyó que el mercado de los videojuegos sería de menor crecimiento que el mercado profesional del software, él perseveró con los videojuegos. Así, en 1980, los Williams fundaron Ob-Line Systems que, en 1982, se convertiría en Sierra On-Line. La compañía sería un importante actor en el mercado de los videojuegos de los años 1980.
Sierra pronto llevó las cosas más lejos. Hasta este punto, los videojuegos de aventura eran en primera persona, las imágenes presentaban la escena como vista a través de los ojos del jugador. La compañía de los Williams introduciría una nueva característica en la serie King's Quest: un videojuego en tercera persona. Tomando ventaja de las técnicas desarrolladas en los videojuegos de acción, que habían progresado en paralelo, Ken introdujo un personaje animado que representaba al jugador en el videojuego y que este controlaba, dando nacimiento a la aventura gráfica como tal. Con 3D Animated Adventures, un nuevo estándar nació, y casi toda la industria se cerró en él. Los comandos todavía eran introducidos mediante el teclado y analizados por un intérprete de sintaxis, como con los videojuegos de aventura de texto.
Inmediatamente después, Sierra tenía corriendo múltiples series exitosas de videojuegos de aventura, incluyendo King's Quest, Police Quest, Space Quest, Leisure Suit Larry, y Hero's Quest (Quest for Glory), cada una conteniendo numerosos videojuegos. Algunos años después de que estas series habían comenzado, los gráficos clásicos sobre el cursor de comando fueron reemplazados completamente por el juego del tipo "apuntar y clickear" y los gráficos VGA. Otras series notables son Phantasmagoria y Shivers. La última y más críticamente aclamada serie de Sierra fue Gabriel Knight, que comenzó en 1993 y terminó con el último juego de aventura de Sierra en 1999.
Sierra desarrollaría nuevos videojuegos y empujaría los límites del videojuego de aventura hasta su compra por Cendant en 1998. Entonces en 1998, Cendant vendió toda su rama interactiva de software por mil millones de dólares a Havas Interactive, una subsidiaria de Vivendi Universal.
Sierra persiguió tecnologías para sus videojuegos (tales como fondos dibujados a mano, animación rotoscópica, y vídeo en juego) que eran más avanzadas que la mayoría de los otros géneros de ese entonces. Sin embargo, el lanzamiento de la PlayStation de Sony marcó el final de la era del videojuego de aventura, pues el 3D se convirtió en el formato gráfico dominante, y la mayor parte del mercado de los videojuegos de aventura 2D comenzó a desmoronarse.
A través de su implicación de casi 20 años con el género de aventura, Sierra empleó a varios notables diseñadores de videojuegos, incluyendo a Roberta Williams, Jane Jensen, Al Lowe, Scott Murphy, Jeff Tunnell, y Lori Ann, y Corey Cole.

### LucasArts
En 1987, cuando nadie parecía capaz de superar el poder de Sierra, un programador llamado Ron Gilbert, que trabajaba para la compañía Lucasfilm Games —que después se convirtió en LucasArts— crearon el sistema de escritura-script SCUMM, que usaba una interfaz de "apuntar y clickear" similar a la de los videojuegos MacVenture de ICOM Simulations introducidos por primera vez en 1985. En vez de tener que mecanografiar un comando para el analizador de sintaxis, este sistema era controlado por medio de íconos de texto. Para interactuar con su ambiente, el jugador hacía clic en una orden, en un icono que representaba un objeto en su inventario, o en una parte de la imagen. Este sistema primero fue usado por LucasArts para el videojuego Maniac Mansion con un gran efecto.
LucasArts vendría a diferenciarse de su principal competidor, el gigante Sierra, al repensar ciertos conceptos del videojuego de aventura para mejorar la facilidad de juego. Desapareció la posibilidad de morir durante el curso del juego y todo fue hecho para asegurarse de que el jugador nunca estuviera completamente paralizado. Finalmente, LucasArts abandonó el sistema de puntos que indicaban el progreso del jugador en la aventura. Estas innovaciones fueron consideradas inmediatamente por la competencia, especialmente Sierra.
Sin embargo, los intentos de Gilbert, Maniac Mansion y Zak McKracken and the Alien Mindbenders, permanecían en 16 colores, (aunque la versión de FM Towns de Zak era de 256 colores), y el motor de "apuntar y clickear" todavía tenía vestigios del analizador de sintaxis, puesto que en el juego, el jugador todavía tenía que construir oraciones haciendo clic sobre palabras combinadas con objetos. Fue The Secret of Monkey Island el que finalmente hizo un trabajo completo, con 256 colores, un más moderno motor de "apuntar y clickear", un sistema de diálogo con respuestas opcionales, rompecabezas solucionados con objetos, gráficos originales, música ambiental, y un sentido del humor característico. Sobre todo, el script fue escrito como para una película (que se podría hacer en casa) y el diálogo y el inventario sirvieron a las necesidades del script. El lanzamiento en 1993 de Day of the Tentacle, un éxito notable, comenzó una línea de videojuegos al estilo de historietas, incluyendo el muy influyente Sam & Max Hit the Road, así como el aclamado Full Throttle, que también anunció el principio del final de la Edad de Oro de los videojuegos de aventura.
Steven Spielberg colaboró con LucasArts en la creación de The Dig, un videojuego de aventura de ciencia ficción que el director había imaginado convertirse en una película.
Tomando ventaja de los avances en los videojuegos de acción e integrando un motor similar al de los videojuegos de disparos en primera persona, en 1998 la compañía dio un nuevo giro con el juego Grim Fandango, con el cual abandonó el estilo de historieta y su ambiente de scripting SCUMM por un nuevo sistema de juego 3D llamado GrimE.

### Videojuegos de aventura 3D en primera persona
Al principio de los años 1990, algunos fabricantes independientes de videojuegos de aventura comenzaron a tomar ventaja de las mayores capacidades de almacenamiento de los CD-ROM, para crear videojuegos con gráficos tridimensionales prerenderizados. Estos eran generalmente en primera persona, a diferencia de los videojuegos en tercera persona creados por Sierra y LucasArts, y más basados en imágenes de aspecto fotográfico que videojuegos con gráficos bidimensionales, lo que puede incrementar la inmersión del jugador en el ambiente virtual. Los primeros ejemplos de este tipo de videojuego de aventura incluyen The Journeyman Project y Myst, ambos lanzados en 1993. A medida que el hardware de los ordenadores fue ganando en prestaciones, fueron posibles videojuegos de aventura que contenían gráficos tridimensionales renderizados en tiempo real, dando al jugador más libertad movimiento.
Myst, en particular, fue un videojuego bastante atípico para el momento. Tuvo gran éxito, y por lo tanto tuvo una profunda influencia en muchos videojuegos de aventura posteriores. Myst y videojuegos similares tienen poca interacción con personajes no jugadores o de manejo de objetos, y un mayor énfasis en la exploración, y en rompecabezas científicos y mecánicos. Parte del éxito del juego fue porque no aparentaba estar dirigidos a una audiencia masculina adolescente, sino más bien a una audiencia adulta. Por muchos años, Myst mantuvo el récord en ventas de juegos de ordenador de todos los tiempos (vendió sobre nueve millones de copias en todas las plataformas), una hazaña no sobrepasada hasta el lanzamiento de The Sims en 2000.
Hay un debate entre jugadores de aventura sobre si Myst y juegos similares de rompecabezas deben ser considerados como parte del género de aventura, ya que su enfoque en solucionar rompecabezas abstractos y la exploración en lugar de una orientación a una historia los aparta considerablemente del género.
Hoy en día, la mayoría de los juegos de aventura tienen gráficos tridimensionales, pero no todos siguen el estilo marcado por Myst. Algunos, como la serie Journeyman Project, tienen rompecabezas son más próximos a esta orientación. Otros, como los creados por LucasArts son en tercera persona, con un estilo más orientados a contar una historia.

## Tipos de videojuegos de aventura
Dependiendo del criterio hay muchos tipos de juegos de aventura. Los juegos de aventura varían en su tema, interfaz, ajuste o historia. Una clasificación definida no se puede hacer puesto que algunos de ellos pueden pertenecer a dos o más de los "tipos" mencionados abajo.

### Aventura de texto o conversacional
Los primeros videojuegos de aventura en aparecer eran las aventuras de texto (posteriormente llamadas aventuras conversacionales), que típicamente usaban un analizador sintáctico verbo-nombre para interactuar con el usuario. Ellos se desarrollaron de los primeros títulos de Mainframes como Hunt the Wumpus  de Gregory Yob y Adventure de Crowther y Woods, en juegos comerciales que podían ser ejecutados en computadores personales, como la muy popular serie Zork de Infocom. En años recientes, una comunidad vibrante y creativa de autores de aventura conversacional ha prosperado en Internet.
Algunas compañías que eran importantes en el nacimiento de los videojuegos de aventura de texto fueron  Adventure International, Infocom, Level 9 Computing, Magnetic Scrolls y Melbourne House, siendo Infocom la más conocida.

### Aventura gráfica
Las aventuras gráficas fueron introducidas por una nueva compañía llamada On-Line Systems, que posteriormente cambió su nombre por Sierra On-Line. Después de realizar una serie de aventuras conversacionales con gráficos, siendo Mystery House (1980) la primera de ellas, ellos se establecieron con la aventura completa King's Quest (1984), apareciendo en varios sistemas, y teniendo posteriores éxitos con una variedad de títulos fuertes.
En los años 1980, un número de videojuegos fueron lanzados en formatos de computador personal de 8 bits, que avanzaron en el estilo de la aventura de texto originado con videojuegos como Colossal Cave Adventure y, en una manera similar a Sierra, añadiendo un programa de análisis de sintaxis o un sistema de entrada similar a las aventuras tradicionales, personajes movibles (a menudo controlables directamente). Ejemplos de esto son Heavy on the Magick de Gargoyle Games (1986) que tenía un sistema de entrada de texto con una pantalla de visualización animada, y los videojuegos posteriores de Magic Knight como Spellbound (1985) que usaba un sistema de menú-ventana para permitir entrada al estilo de las aventuras de texto.
En 1984 una nueva clase de videojuegos de aventura emergió siguiendo el lanzamiento del Apple Macintosh con su interfaz "apuntar y hacer clic". El primero fue el innovador, pero relativamente desconocido, Enchanted Scepters en el mismo año, entonces en 1985, ICOM Simulations lanzó Deja Vu que quitó totalmente el programa de análisis de texto y tenía una interfaz de "apuntar y clic". En 1987 fue lanzada la bien conocida continuación Shadowgate, y LucasArts también entró al campo con Maniac Mansion —una aventura de "apuntar y clic" que ganó un fuerte seguimiento—. Un ejemplo excelente del trabajo de LucasArts es la serie Monkey Island.

### Juegos de aventura point-and-click

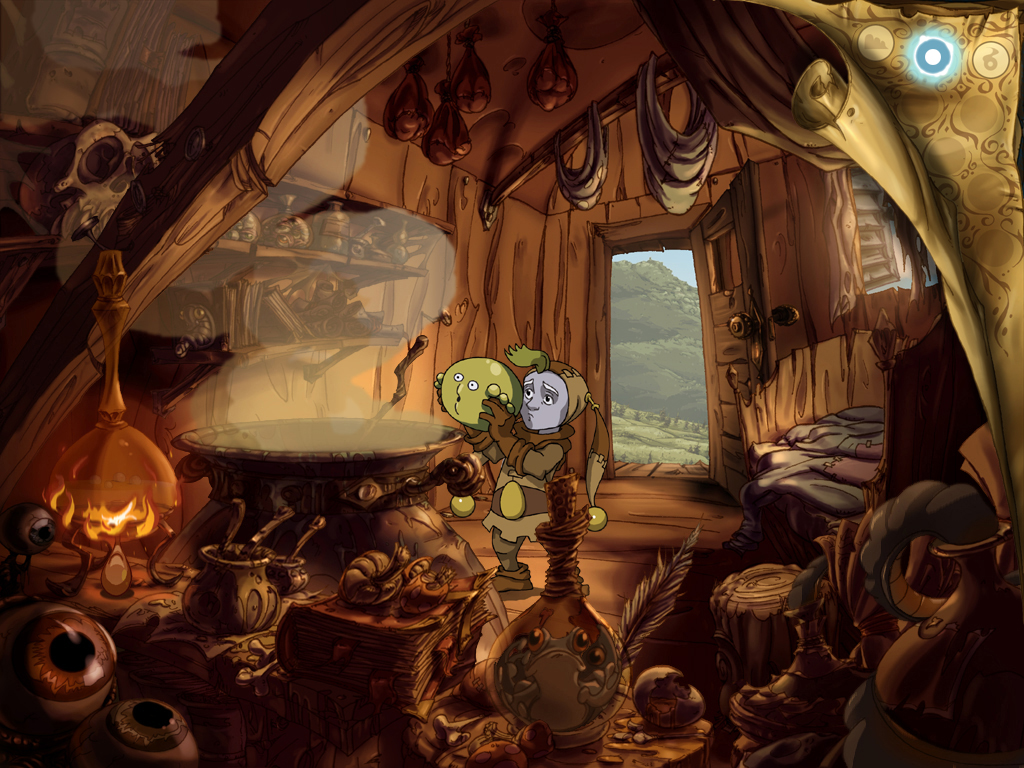
The Whispered World (2009) es un ejemplo de un juego de aventuras de point-and-click basado en el contexto que utiliza gráficos y animaciones de alta definición.

Los juegos de aventuras de apuntar y hacer clic son aquellos en los que el jugador normalmente controla a su personaje a través de una interfaz de apuntar y hacer clic usando un mouse de computadora o un dispositivo señalador similar, aunque también pueden estar disponibles esquemas de control adicionales. El jugador hace clic para mover a su personaje, interactuar con personajes no jugadores, a menudo iniciando árboles de conversación con ellos, examinar objetos en la configuración del juego o con el inventario de elementos de su personaje. Muchos juegos de apuntar y hacer clic antiguos incluyen una lista de verbos en pantalla para describir acciones específicas, como en una aventura de texto, pero los juegos más recientes han utilizado elementos de interfaz de usuario más sensibles al contexto para reducir o eliminar este enfoque. A menudo, estos juegos se reducen a recolectar objetos para el inventario del personaje y determinar cuándo es el momento adecuado para usarlos; el jugador necesitaría usar pistas de los elementos visuales del juego, las descripciones de los distintos objetos y los diálogos de otros personajes para averiguarlo. Los juegos posteriores desarrollados por Sierra On-Line, incluidos los juegos de King's Quest y casi todos los juegos de aventuras de LucasArts, son juegos basados en apuntar y hacer clic.
Los juegos de aventura point-and-click también pueden ser el medio en el que se integran los videojuegos interactivos y cinematográficos. Presentan escenas intercaladas con breves fragmentos de juego interactivo que se conectan con la historia. Este subgénero es el más famoso de los utilizados por el ahora desaparecido Telltale Games con series como Minecraft: Story Mode y su adaptación de The Walking Dead.

### Como videojuego de rol
Los videojuegos de aventura son similares a los videojuegos de rol (RPG), excepto que el juego está más enfocado en la resolución de problemas que en combates y estadísticas. En general, los videojuegos que implican el manejo de las características y estadísticas del jugador son considerados RPG, mientras que los que se centran solamente en rompecabezas y narrativa son considerados aventuras. Sin embargo, debe ser notado que esta distinción es extremadamente difusa, y muchos videojuegos se encuentran en una línea borrosa entre las dos categorías. En particular, el estatus como miembro de una categoría, de lo que algunas veces es llamado videojuego de aventura de acción, en gran parte está en duda por los puristas de los videojuegos de aventura (y en un grado menor, con los puristas de los videojuegos de acción), etiquetando los videojuegos de aventura de acción como ni perteneciendo al género de acción ni al de aventura.
Algunos videojuegos de aventura confían igualmente en los elementos comunes de aventura, pero también en la "construcción de personajes" del RPG. El personaje principal usualmente tiene cierta cantidad de puntos de vida y una carta de habilidades. Algunos rompecabezas y hazañas necesitan una cantidad mínima de habilidades para poder ser solucionados (como trepar sobre 5, para poder subir un árbol y obtener un anillo perdido) así que el jugador puede tener que elegir un personaje sobre otro para solucionarlo, o pase el tiempo construyendo las habilidades del primer personaje. Como en los videojuegos de rol, estos videojuegos implican batallas, y el resultado de ellas depende de las habilidades y la salud del personaje (y en los reflejos del jugador en el caso del combate en tiempo real). Sin embargo, estos tipos de videojuegos no pertenecen al género "aventura de acción" de arriba. Ejemplos típicos son Quest for Glory y Beyond Zork.

### Aventura de rompecabezas
Pertenecen a este género los videojuegos de aventura que no dependen de la obtención de artículos, su uso, e interacción del personaje. Este tipo de aventura enfatiza la exploración y descifrar el uso apropiado de mecanismos complejos, a menudo asemejándose a las máquinas de Rube Goldberg.
La trama de estos videojuegos es generalmente oscura, y solo puede ser pasada mediante la interacción con acertijos. Muchos de estos videojuegos son jugados desde una perspectiva en primera persona, con el jugador "moviéndose" entre imágenes 3D inmóviles prerenderizadas, a veces combinadas con animaciones cortas o videos. Ejemplos de este género incluyen: Schizm, Atlantis: The Lost Tales, Riddle of the Sphinx y Myst, que fue el pionero en este estilo de juego.
Un tipo de aventura de rompecabezas es el subgénero "escapar de la habitación", que consiste en juegos cortos con el principal propósito de encontrar una manera de escapar de una habitación. Estos videojuegos generalmente son implementados en un estilo point and click, los cuales (debido a su popularidad en Internet) son comúnmente desarrollados en Flash. Ejemplos de este subgénero incluyen Mystery of Time and Space y Crimson Room.

### Aventura interactiva o videojuego de aventura japonés
La rama japonesa de los videojuegos de aventura, entre muchos otros términos, incluye el género conocido como novelas visuales, que por más de una década ha sido un elemento importante en las ventas de software de PC en Japón y otros países asiáticos y del Este (de forma tal que los títulos de mayor repercusión han terminado portándose abiertamente a consolas, llegando a contar, en algunos casos, con series manga y anime basadas en ellos). Muchos (los que pertenecen al género de la novela visual) son más una novela interactiva que un videojuego convencional, y como tal tienen un foco más estrecho en la narrativa y más limitadas características de rompecabezas que sus contrapartes occidentales. En vez de interfaces con analizadores de texto o de "apuntar y clickear", los videojuegos de aventura japoneses se caracterizan por el uso de menús en pantalla para todo, desde la interacción hasta la navegación, y las líneas de la historia generalmente tienen un fuerte aspecto romántico (siendo los simuladores de citas la subcategoría principal del género). Los videojuegos clásicos de Policenauts y Snatcher de Konami fueron por mucho tiempo, los videojuegos más altamente destacados en este tipo de género en el Oeste, y es solo muy recientemente que comenzaron a ser lanzados aquí en un número significativo (particularmente en la consola Nintendo DS, y con títulos de solución de misterios como las series Ace Attorney y Hotel Dusk). Las diferencias culturales entre los videojuegos de aventura occidentales y los japoneses están estrechamente relacionadas con las de los videojuegos de rol (es decir, son más lineales)...

### Otras aventuras originales
Algunos videojuegos de aventura se han definido a sí mismos como "originales" porque se distanciaron del género principal de aventura y se enfocaron en otros elementos. Ellos son considerados únicos porque no se convirtieron en géneros.
- The Prisoner (Edu-Ware): Diseñado por David Mullich. Este videojuego de 1980, basado ligeramente en la serie de televisión del mismo nombre, rompió a propósito todas las convenciones de aventuras basadas en texto con sus abstractos "gráficos de texto", melodías hipnóticas, temas intelectuales, programa de análisis conversacional, y procurando engañar al jugador con artificios como errores simulados del juego. Su nueva versión gráfica de alta resolución de 1982, The Prisoner 2, es una parodia de los videojuegos de aventura clásicos como Colossal Cave Adventure y Mystery House.
- King's Quest VIII: The Mask of Eternity (Sierra): Aunque pudiera ser etiquetado como un videojuego de aventura-acción, KQ8 era difícil de definir porque este género no era popular cuando fue lanzado. En lugar de solamente de depender de la acción, combinó muchos otros elementos, incluyendo primera persona y vista en tercera persona sobre los hombros (lo último similar al usado en Tomb Raider), adivinanzas, diálogos, inventario y elementos de RPG como un extenso arsenal de armas y experiencia de recolección.
- Hampstead y Terrormolinos (Melbourne House): Escritos por Trevor Lever y Peter Jones, a mediados de los años 1980, estos videojuegos introdujeron un nuevo elemento de humor satírico a los videojuegos aventura. Aunque Hampstead no contuvo ningún gráfico, era una sátira de la escalada social de su tiempo. Terrormolinos requirió que el jugador sobreviviera unas vacaciones familiares de dos semanas en España, y contenía simples gráficos al estilo de Donald McGill con que imitaban fotografías Polaroid 'desarrolladas' en pantalla.
- The Colonel's Bequest (Sierra): The Colonel's Bequest contuvo acertijos e interacción con artículos y objetos como una aventura "ordinaria", pero este videojuego se centró sobre todo en la comunicación con otros personajes y la obtención de tanta información como fuera posible. El videojuego avanzaba cuando el jugador estaba presente en ciertos momentos y lugares que pudieran revelar información sobre la trama y la historia previa. La puntuación total sería lograda no solo por solucionar acertijos, sino por percibir elementos "sospechosos" como la relación entre los personajes, objetos que cambian de posición, o rastros de información sobre la identidad del asesino.
- Loom (Lucasfilm Games): Este juego fue ampliamente aclamado como original e innovador, no solamente debido a la trama, sino por todo el concepto. A diferencia de otros videojuegos de aventura, este no tenía un inventario de objetos físicos ni rompecabezas que dependieran en la combinación de esos objetos. Aparte de acciones básicas de movimiento y acciones para examinar objetos, las únicas interacciones que el jugador tenía con el mundo del juego era mediante el lanzamiento de conjuros, que eran realizados por la ejecución de notas musicales en ciertas secuencias.
- The Last Express (Brøderbund): Diseñado por Jordan Mechner, el diseñador de Prince of Persia. The Last Express se diferenció de un videojuego de aventura ordinario en que tuvo lugar casi completamente en tiempo real, lo que significaba que el jugador tenía que tomar segundas decisiones divididas. Adicionalmente, los personajes no jugadores eran semi-inteligentes, y se movían alrededor en sus propios horarios sin importar el progreso del jugador. El videojuego tenía lugar dentro de los límites apretados del Expreso de Oriente y ofreció algunas secuencias de acción que no requirieron mucha destreza para completar. También, el videojuego principalmente carecía de artículos de inventario y la mayor parte del mismo requería que el jugador avanzara al hablar con los otros pasajeros y aprender sobre sus historias pasadas, en vez de solucionar los rompecabezas tradicionales.

## Videojuegos de aventura modernos

### Características comunes
Los videojuegos de aventura, como los RPG, ofrecen características de "buscar y encontrar/traer": para avanzar, el jugador tiene que ayudar a un personaje para poder ganar información o un artículo importante como recompensa. En videojuegos con temática de fantasía, este personaje es a menudo un curandero o mago, y la búsqueda secundaria es encontrar los artefactos o artículos, que con frecuencia son ingredientes para una poción. Desde el punto de vista de la programación, esto permite que la aventura sea modelada como una máquina de estado finito. En los videojuegos, las respuestas a los problemas usualmente no son simples de ver, pero el jugador debe usar su lógica para descubrir o darse cuenta de qué debe hacer después. Por ejemplo, normalmente un personaje no está dispuesto a dar su información voluntariamente, pero debe ser convencido mediante el diálogo, o dándole algo que lo beneficiará.
Los videojuegos de aventura han sido criticados porque algunos adoptan la actitud de "el fin justifica los medios". En tales casos, el jugador debe obtener un artículo de alguien reticente a cooperar, y la única manera de progresar es distraerlo para poder robar el artículo. En contraste, sin embargo, muchos videojuegos de aventura tienen búsquedas o misiones que impulsan al jugador a ayudar a otros; por ejemplo, ayudar a un espíritu atormentado que busca ser liberado, liberando a un animal atrapado, o realizando de otros modos actos benévolos, actos abnegados o desinteresados. Con frecuencia, estos personajes recompensarán al jugador posteriormente en el juego, a menudo en un momento crítico.
Los primeros videojuegos de aventura a veces atrapan a los jugadores en situaciones de callejón sin salida donde no se puede ganar. Por ejemplo, si el jugador pasó por alto una llave (o un importante artículo al principio del juego), el juego no podía ser terminado si más adelante él se encontraba atrapado en una celda. Con frecuencia tales videojuegos no terminaban en este punto, ya que el jugador no era matado; sin la indicación que un objeto vital había faltado, el jugador a menudo era reducido a intentar acciones cada vez más extrañas hasta que finalmente restauraba el juego a un punto anterior o salía del juego completamente. Un famoso ejemplo de una situación de callejón sin salida es la planta en Return to Zork. Al principio del juego una planta puede ser obtenida. La mayoría de los jugadores solo toman la planta, pero descubrirán más tarde (mucho más tarde) en el juego que su planta ha muerto. Sin la planta el juego no puede ser terminado. Lo que ellos debieron haber hecho era remover cuidadosamente la planta, en vez de solo asirla. Naturalmente, los jugadores raramente encontraron entretenido este tipo de forma de jugar. Algunas compañías, incluyendo LucasArts, deliberada y explícitamente evitaban situaciones de callejón sin salida en muchos de sus videojuegos. Aunque algunos puristas de aventuras despreciaron tales prácticas de "simplificar los videojuegos para las masas", con el tiempo, más videojuegos adoptaron ese acercamiento; incluso Sierra, que fue infame por un tiempo por "castigar al jugador" despiadadamente, abrazó finalmente el concepto.
Algunos objetos muy a menudo tenían prominencia en muchos videojuegos de aventura, y tienen variados usos. Dos ejemplos son la cuerda y la palanca. En algunos videojuegos, ciertos artículos son usados como parte de comedias de repetición; por ejemplo siendo usados en muchas situaciones absurdas lejos de su previsto propósito original, o artículos que son aparentemente inútiles para la mayor parte del juego, como el pollo de goma con una polea en el centro,  en The Secret of Monkey Island, o la combinación de un tendedero, una abrazadera, y un patito de goma con un agujero en él, que, cuando está puesto entre la abrazadera, puede hacerse que se contraiga con el tiempo, y asir un cierto artículo en The Longest Journey. Las situaciones como estas han sido criticadas, pero tales críticas han sido solo de menor importancia.
Muchas aventuras gráficas representaron o hacen referencia a temas que de otra manera serían censurados o tabús en un videojuego. Los videojuegos de aventura están situados en "arenas movedizas" (ej. Rise of the Dragon, Police Quest y Snatcher) que contendrían pedacitos de blasfemia e incluirían representaciones o alusiones de temas sexuales maduros como prostitución y drogas ilícitas. Algunos videojuegos de aventura que dependían fuertemente del humor a menudo fueron influenciados por sátiras y comedias al estilo de Monty Python (ej. Discworld, Blazing Dragons, The Adventures of Willy Beamish, The Secret of Monkey Island y Simon the Sorcerer).

## Videojuegos de aventura

### Aventuras gráficas en serie
- Broken Sword
- The Colonel's Bequest y su secuela The Dagger of Amon Ra
- Discworld y sus secuelas Discworld 2 y Discworld Noir
- Gabriel Knight
- Gobliiins
- Indiana Jones
- The Journeyman Project
- King's Quest
- The Legend of Kyrandia
- Leisure Suit Larry
- The Longest Journey y su secuela Dreamfall
- Maniac Mansion y su secuela Day of the Tentacle
- Monkey Island
- Myst
- Phantasmagoria
- Police Quest
- RHEM y su secuela RHEM 2
- Sam & Max Hit the Road y sus secuelas Sam & Max
- The 7th Guest y su secuela The 11th Hour
- Runaway: A Road Adventure y su secuela Runaway 2: The Dream of The Turtle
- The Sherlock Holmes series: Mystery of the Mummy, Secret of the Silver Earring y The Awakened
- Shivers y su secuela Shivers 2: Harvest of Souls
- Simon the Sorcerer
- Space Quest
- Star Trek: 25th Anniversary (juego de computadora) y su secuela Star Trek: Judgment Rites
- Syberia y su secuela Syberia II
- Tex Murphy
- Zork (Return to Zork, Zork: Nemesis, Zork: Grand Inquisitor)

### Aventuras gráficas individuales
- The Neverhood
- Lighthouse: The Dark Being
- Beneath a Steel Sky
- The Black Cauldron
- The Bizarre Adventures of Woodruff and the Schnibble
- Blade Runner
- The Dig
- Dragon Riders: Chronicles of Pern
- Dust: A Tale of the Wired West
- Hopkins FBI
- Full Throttle
- Grim Fandango
- Loom
- Machinarium
- Prisoner of Ice
- RAMA
- Sanitarium
- Snatcher
- Superbrothers: Sword & Sworcery EP
- The Last Express
- Titanic: Adventure Out of Time
- Titanic: Honor and Glory
- Toonstruck
- Torin's Passage
- Zak McKracken and the Alien Mindbenders
- Total distortion

### Aventuras conversacionales
- Colossal Cave Adventure
- Mystery House
- The Hitchhiker's Guide to the Galaxy
- Softporn Adventure
- Zork

### Videojuegos de aventura japoneses
- Ace Attorney
- Another Code: Two Memories
- Harukanaru Toki no Naka de
- Hotel Dusk: Room 215
- Muv-Luv
- Policenauts
- Time Travelers